# Матфей 1:3
Евангелие от Матфея 1:3 — третий стих первой главы Евангелия от Матфея (Мф. 1:3) в Новом Завете. Этот стих является частью раздела, в котором приводится генеалогия Иосифа, отца Иисуса.

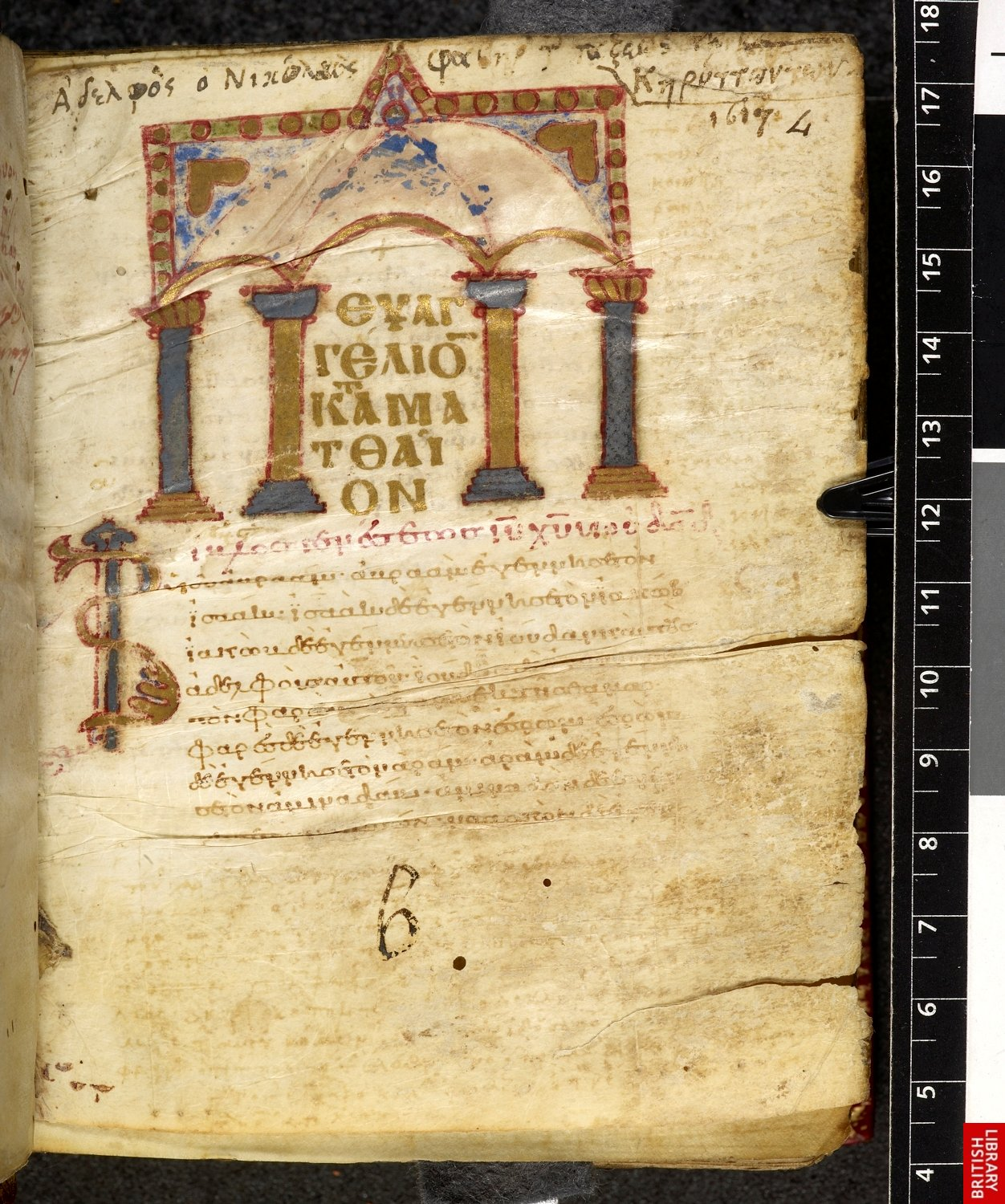
Первая страница Евангелия от Матфея, Codex Harleianus 5540

## Содержание
Оригинальный греческий койне, согласно изданию Уэсткотта и Хорта, выглядит так:
Ἰούδας δὲ ἐγέννησεν τὸν Φαρὲς
καὶ τὸν Ζαρὰ ἐκ τῆς Θάμαρ,
Φαρὲς δὲ ἐγέννησεν τὸν Ἐσρώμ,
Ἐσρὼμ δὲ ἐγέννησεν τὸν Ἀράμ,
В Синодальном Переводе текст гласит:
И Иуда родил Фареса и Зару от Фамари; Фарес родил Есрома; Есром родил Арама;

## Анализ
Это второй стих генеалогии, и в нём упоминаются предки многих Ветхозаветных персонажей. Эта генеалогия совпадает с генеалогией в ряде других мест Библии. Гарольд Фаулер отмечает, что отрывок, начиная с этого стиха и до Матфея 1:6, по-видимому, основан на Руфь 4:18-22. Он охватывает период до и во время египетского плена. Генеалогия захватывает Иуду, Фареса, Хецрона и Арама. Ничего не известно о Хецроне или Араме, кроме их представления в различных генеалогиях. Фарес, его брат и мать, являются важными фигурами Ветхого Завета. 
Самая примечательная часть генеалогии, отличающаяся от других, повествующих об этом происхождении, — это упоминание Зераха, брата Фареса, и их матери Фамари. Эти две фигуры не входят непосредственно в генеалогию, однако тем не менее упоминаются. Фамарь, невестка Иуды, первая из 4 женщин, добавленных в родословную Матфея. Мф. 1:5 упоминает Руфь и Раав, а в Мф. 1:6 косвенно упоминается Вирсавия, жена Урии Хеттеянина. Это необычно, потому что в этот период женщины обычно не включались в родословные. Женщин нет в генеалогии в Лк. 3. Фаулер говорит, что добавление женских имён к генеалогии было не только беспрецедентно, но и сама мысль об этом была бы «омерзительна» для традиционных авторитетов. Учёные предложили ряд объяснений для их включения.

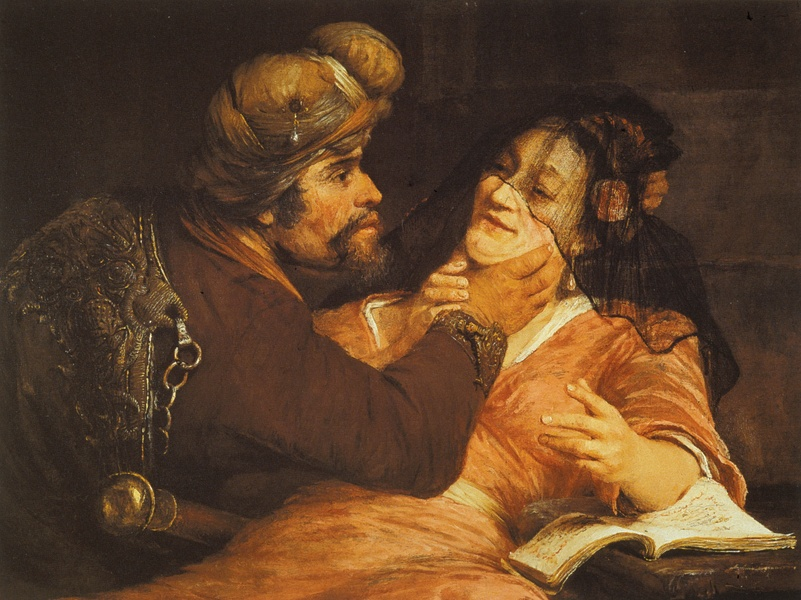
Фамарь и Иуда (картина Арента де Гелдера, 1667).

В первой главе Евангелия от Матфея есть и 5-я выдающаяся женщина, Дева Мария. Уильям Ф. Олбрайт и К. С. Манн поддерживают популярную теорию о том, что 4 другие женщины упоминаются для того чтобы подчеркнуть важные роли, которые эти женщины играли в прошлом, а также для того чтобы изобразить Марию, Мать Иисуса, как равную им. Раймонд Э. Браун считает, что эти женщины были добавлены для того чтобы показать, что Бог часто действует и через женщин, а также что его действия не всегда соответствуют расхожим обычаям. Учёные-феминистки типа Эми-Джилл Левин поддерживают идею, что добавление женщин в генеалогию, где доминируют мужчины, показывает, что женщины играют важную роль, и это подрывает патриархальный смысл длинного списка мужчин, породивших других мужчин.
Иероним первым заметил греховную природу женщин. Вирсавия была прелюбодейкой, а Раав — блудницей. В еврейской истории было много и более великих, и более известных и более добродетельных женщин, которые здесь не упоминаются. Иероним чувствовал, что Матфей включает этих женщин для иллюстрации того, насколько насущна потребность в Иисусе в то время. Роберт Х. Гандри соглашается, что все 4 имеют сомнительную репутацию, и он рассматривает их добавление к генеалогии как попытку указать, что великие предводители в еврейской истории имеют столь же неаристократическое происхождение, как и Сам Иисус. Гарольф Фаулер не согласен с этой точкой зрения, и он утверждает, что ни при каких обстоятельствах автор Евангелия от Матфея стал бы связывать Деву Марию с блудницами и прелюбодейками.
Ещё одна важная связь между четырьмя женщинами была впервые отмечена Иоанном Златоустом, — это их чужеродность. Все 4 женщины традиционно считались нееврейками. Раав была хананеянкой, как, скорее всего, и Фамарь. Руфь была моавитянкой, а Вирсавия, возможно, хеттеянкой и совершенно точно была замужем за одним из них. Иностранство Вирсавии подчёркивается в Мф. 1:6, поскольку она упоминается не по имени, а как «бывшая за Уриею», причём Урия был Урией Хеттеянином, хорошо известным иностранцем. Это включение 4 иностранок часто толкуется как указание на то, что Иисус должен стать спасителем не только евреев, но и язычников.